# Juan Manuel Moltedo
Juan Manuel Moltedo (Montevideo, 24 de junio de 1974) es un exjugador de baloncesto uruguayo. Con 2.00 metros de estatura, jugaba habitualmente en la posición de alero.

## Trayectoria
Hijo del baloncestista Leonidas Moltedo, se vinculó con el deporte desde su niñez. 
En 1990, poco antes de cumplir los 16 años, debutó con el equipo mayor de Malvín.
Considerado en esa época como un jugador con una gran proyección a futuro, tuvo la oportunidad de fichar con el Granollers Esportiu Bàsquet de España, pero la cambió por un contrato con el Pallacanestro Virtus Roma de Italia. En su nuevo club lo asignaron a su equipo de juveniles durante varios años, por lo que recién pudo volver a competir en la máxima categoría en 1993.
En 1994 se unió al Libertas Pallacanestro Forlì, donde se convirtió en un jugador muy apreciado por los aficionados luego de conseguir el ascenso a la Serie A en 1995.
Tras una experiencia en el baloncesto griego actuando para el Iraklis BC de la A1 Ethniki durante la temporada 1996-97, volvió a Italia contratado por el Victoria Libertas Pesaro, club en el que permaneció durante tres años. 
Posteriormente jugó para el Pallacanestro Trieste, el Andrea Costa Imola (donde el 28 de diciembre de 2001 registró su récord de 48 puntos en un solo partido) y el Roseto Basket, hasta que en diciembre de 2003, con los campeonatos ya en marcha, se unió al CB Murcia de la Liga ACB de España en sustitución del bosnio Nenad Marković. Sólo jugó 17 partidos, dejando el club al final de la temporada. 
Sin un contrato vigente, se le abrió la posibilidad a Moltedo de retornar a su país y participar de un draft que organizaba la recientemente creada Liga Uruguaya de Básquetbol, pero finalmente ello no ocurrió, ya que el alero optó por quedarse en Europa disputando la Legadue de Italia con el Robur Osimo.
Durante el mercado de invierno de 2006 recibió una oferta para reforzar al Orlandina Basket, por lo que pudo hacer su regreso a la Serie A.
Sus últimas campañas como profesional fueron en equipos de la segunda división italiana.

## Selección nacional
Moltedo defendió a la selección de baloncesto de Uruguay en numerosas ocasiones, incluyendo cuatro ediciones del Campeonato Sudamericano de Baloncesto (1997, 1999, 2001 y 2003) y el Torneo de las Américas de 2001.